# 中国法院博物馆
中国法院博物馆，位于北京市东城区正义路4号，隶属最高人民法院办公厅，是一座以中国法院为主题的博物馆。

## 历史
中国法院博物馆在2008年2月落成，位于最高人民法院西院，一般民众无法随意进入博物馆参观，因为没有定时、定量的参观者，博物馆一年的参观人数约在3,500人左右。2013年9月，法院博物馆闭馆，新馆选址工作随即启动，选址曾考虑过北京市高级人民法院原办公楼、一些商业性质的办公楼。
中国法院博物馆新馆于2014年6月开始筹备，2016年1月6日正式向公众免费开放。博物馆所使用建筑的前身是原日本正金银行北京支行旧址，博物馆共分为上下两层。博物馆新址距离最高人民法院仅五百余米。

## 展览
博物馆设有设有“中国审判历史”、“人民审判历程”、“全面依法治国，走向伟大复兴”三个基本陈列展厅，另设有“法律古籍珍本展”“正义的审判——审判日本战犯”、“港澳台地区法院掠影”、“外国法院及国际法院掠影”、“世事沧桑东交民巷”、“古代最高审判机构”六个专题展厅，还有三个普法互动区和一个法律影视放映厅。

## 藏品

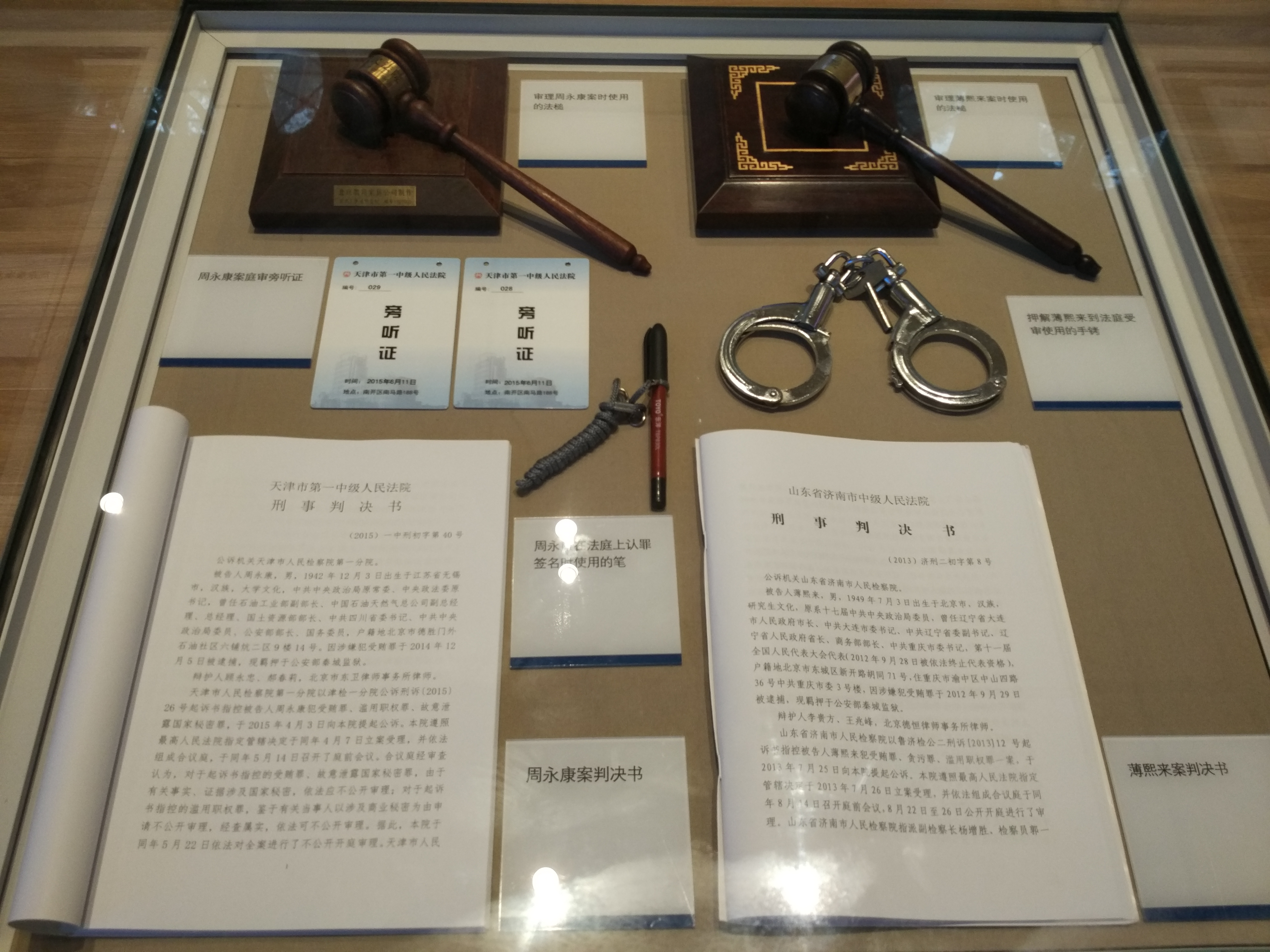
周永康案与薄熙来案的判决书及有关物品

博物馆展出了西周中期青铜器，其中共铸铭文157字，记载了中国现存最早的一篇诉讼判决书。博物馆收藏了古籍善本2,488册，包括《唐律疏议》、《明会典》、《大清会典》、《洗冤集录》等古籍原件实物。
2015年9月，法国最高法院院长卢维尔通过中国驻法国大使翟隽将1806年版《法国民法典》（又称《拿破仑法典》）转交最高人民法院院长周强，用于中国法院博物馆的收藏。
博物馆还收藏了周永康案、薄熙来案的裁判文书、庭审法槌，周永康在庭审现场使用的钢笔、以及周永康案的旁听证以及薄熙来使用过的手铐。